# Кодайра, Кунихико
Кунихико Кода́йра (яп. 小平 邦彦, 6 марта 1915 — 26 июля 1997) — японский математик, известный своими многочисленными работами по алгебраической геометрии и теории комплексных многообразий, а также как основатель японской школы алгебраической геометрии. В 1954 году, первым среди японских математиков, был награждён Филдсовской премией.

## Биография
Кунихико Кодайра родился в 1915 году в Токио, столице Японии.
В 1938 году окончил Токийский университет со степенью по математике, а в 1941 году — по физике. С 1944 по 1949 год работал в Токийском университете в должности адъюнкт-профессора, в 1949 году получил степень доктора философии. Затем, приняв приглашение Германа Вейля, переехал в Принстон для работы в Институте перспективных исследований. В это время он, в сотрудничестве с Дональдом Спенсером, написал серию из 12 работ, в которых были описаны основания теории деформаций комплексных структур на многообразиях. Также Кодайра доказал множество теорем теории Ходжа. Примерно с 1960 года он начал работать над классификацией комплексных аналитических поверхностей. В частности, ему удалось описать K3-поверхности как деформации квартик в P4 (K3-поверхности были названы в честь Куммера, Келера и Кодайры). Также в его честь был назван важный инвариант алгебраических многообразий — размерность Кодайры.
В 1961 году Кодайра перешёл в Гарвардский университет. С 1962 года он работал профессором в Университете Джонса Хопкинса, с 1965-го — в Стэнфордском университете. В 1967 году вернулся в Японию и работал в Токийском университете. В 1954 году он был удостоен Филдсовской премии, а в 1984/1985 году — премии Вольфа по математике «за выдающийся вклад в изучение комплексных и алгебраических многообразий». 
Скончался в 1997 году в городе Кофу.